# Esporte na Grécia
O Esporte na Grécia tem um proeminente papel na sociedade grega.
Os esportes populares na Grécia são futebol, basquetebol, halterofilismo, polo aquático, atletismo e lutas. A Grécia sediou a primeira Olimpíada da Era Moderna, em 1896.